# -phan
-phan und phan- ist ein Wortbestandteil in Fremdwörtern griechischer Herkunft und in Personennamen.

## Herkunft und Bedeutung
phan leitet sich vom altgriechischen Verb φαίνεσθαι (phaínesthai ,sich zeigen‘) ab.

## Fremdwörter

### -phan
- Epiphanie
- Theophanie

### phan-
- Phänomen
- Phänotyp
- Phantasie